# Ẏ
Ẏ (minuskule ẏ) je speciální znak latinky, který se nazývá Y s tečkou. Používá se v některých přepisech prákrtu do latinky a v přepisu cyrilice ISO 9.
V Unicode mají Ẏ a ẏ tyto kódy:
Ẏ U+1E8E
ẏ U+1E8F